# Häverö landskommun
Häverö landskommun var en tidigare kommun i Stockholms län.

## Administrativ historik
Den 1 januari 1863, när 1862 års kommunalförordningar trädde i kraft inrättades i landet cirka 2 500 kommuner, varvid denna kommun inrättades i Häverö socken i Väddö och Häverö skeppslag i Uppland.
Vid kommunreformen 1952 bildade den storkommun genom sammanläggning med kommunerna  Edebo (1 338 invånare enligt folkräkningen den 31 december 1950; omfattande en areal av 139,01 km², varav 135,63 km² land), Singö (455 invånare den 31 december 1950; omfattande en areal av 34,26 km², varav 34,01 km² land) och Ununge (957 invånare; omfattande en areal av 89,08 km², 82,63 km²). Befolkningen i den ursprungliga Häverö landskommun var 4 881 invånare enligt folkräkningen den 31 december 1950, och den utökade Häverö landskommun hade därmed 7 631 invånare den 31 december 1950.
Den 1 januari 1971 upplöstes kommunen (som då hade 7 902 invånare) och området ingår sen dess i Norrtälje kommun.
Kommunkoden 1952 - 1967 var 0203, därefter ändrad till 0103.

### Kyrklig tillhörighet
I kyrkligt hänseende tillhörde kommunen Häverö församling. Genom kommunreformen 1952 tillkom församlingarna Edebo, Singö och Ununge.

## Geografi
Häverö landskommun omfattade den 1 januari 1952 en areal av 409,53 km², varav 395,82 km² land. Efter nymätningar och arealberäkningar färdiga den 1 januari 1955 omfattade landskommunen den 1 januari 1961 en areal av 418,98 km², varav 402,15 km² land.

### Tätorter i kommunen 1960
| Tätort     | Folkmängd |
| ---------- | --------- |
| Hallstavik | 3 831     |
| Herräng    | 722       |
| Skebo      | 349       |

Tätortsgraden i kommunen var den 1 november 1960 61,5 procent.

## Befolkningsutveckling
| Befolkningsutvecklingen i Häverö landskommun 1870–1970 | Befolkningsutvecklingen i Häverö landskommun 1870–1970 | Befolkningsutvecklingen i Häverö landskommun 1870–1970 | Befolkningsutvecklingen i Häverö landskommun 1870–1970 | Befolkningsutvecklingen i Häverö landskommun 1870–1970 |
| --- | ------------------------------------------------------ | ------------------------------------------------------ | ------------------------------------------------------ | ------------------------------------------------------ |
| |                                                        |                                                        |                                                        |                                                        |
| År |                                                        |                                                        | Folkmängd                                              |                                                        |
| 1870 | 1870                                                   |                                                        | 2 255                                                  |                                                        |
| 1880 | 1880                                                   |                                                        | 2 370                                                  |                                                        |
| 1890 | 1890                                                   |                                                        | 2 516                                                  |                                                        |
| 1900 | 1900                                                   |                                                        | 2 798                                                  |                                                        |
| 1910 | 1910                                                   |                                                        | 3 608                                                  |                                                        |
| 1920 | 1920                                                   |                                                        | 5 202                                                  |                                                        |
| 1930 | 1930                                                   |                                                        | 5 602                                                  |                                                        |
| 1935 | 1935                                                   |                                                        | 5 423                                                  |                                                        |
| 1940 | 1940                                                   |                                                        | 5 177                                                  |                                                        |
| 1945 | 1945                                                   |                                                        | 4 961                                                  |                                                        |
| 1950 | 1950                                                   |                                                        | 7 631                                                  |                                                        |
| 1955 | 1955                                                   |                                                        | 7 510                                                  |                                                        |
| 1960 | 1960                                                   |                                                        | 7 966                                                  |                                                        |
| 1965 | 1965                                                   |                                                        | 7 838                                                  |                                                        |
| 1970 | 1970                                                   |                                                        | 7 902                                                  |                                                        |
| Anm: För åren 1870-1945: befolkning enligt folkräkning 31 december enligt den administrativa indelningen den 1 januari följande år. 1950 avser befolkning enligt folkräkning den 31 december enligt den administrativa indelningen den 1 januari 1952. 1955 avser den kyrkobokförda befolkningen den 31 december enligt den administrativa indelningen den 1 januari följande år. 1960 & 1965 avser befolkning enligt folkräkning den 1 november enligt den administrativa indelningen den 1 januari följande år. 1970 avser befolkningen den 31 december 1970 i det område som kommunen omfattade när den upplöstes 1 januari 1971. |                                                        |                                                        |                                                        |                                                        |

## Politik

### Mandatfördelning i valen 1938-1966
|  | 14 | 5 | 7 |

| 26 |

|  | 17 | 6 | 3 |

| 25 |

| 4 | 14 | 4 | 3 |

| 23 |

| 2 | 23 | 7 | 6 | 2 |

| 37 |

| 2 | 23 | 5 | 6 | 4 |

| 37 |

| 2 | 23 | 6 | 4 | 5 |

| 36 |

| 2 | 23 | 2 | 6 | 4 | 3 |

| 39 |

| 2 | 19 | 7 | 6 | 3 | 3 |

| 37 |